# Ла-Армуа
Ла-Армуа́ (фр. La Harmoye, брет. Lanhervoed, галло Laharmoét) — коммуна во Франции, находится в регионе Бретань. Департамент — Кот-д’Армор. Входит в состав кантона Плело. Округ коммуны — Сен-Бриё.
Код INSEE коммуны — 22073.

## География
Коммуна расположена приблизительно в 400 км к западу от Парижа, в 100 км западнее Ренна, в 25 км к юго-западу от Сен-Бриё.
На юге коммуны протекает река Уст.

## Население
Население коммуны на 2016 год составляло 377 человек.
| 1962 | 1968 | 1975 | 1982 | 1990 | 1999 | 2008 | 2016 |
| ---- | ---- | ---- | ---- | ---- | ---- | ---- | ---- |
| 525  | 555  | 464  | 424  | 374  | 383  | 423  | 377  |

## Администрация
| Период | Период | Фамилия       | Партия                  | Примечания |
| ------ | ------ | ------------- | ----------------------- | ---------- |
| 2001   | 2008   | Жильбер Банье | Социалистическая партия |            |
| 2008   | 2014   | Мишель Ле Дюо |                         | электрик   |

## Экономика
В 2007 году среди 246 человек в трудоспособном возрасте (15—64 лет) 181 были экономически активными, 65 — неактивными (показатель активности — 73,6 %, в 1999 году было 72,4 %). Из 181 активных работали 173 человека (92 мужчины и 81 женщина), безработных было 8 (3 мужчин и 5 женщин). Среди 65 неактивных 26 человек были учениками или студентами, 21 — пенсионерами, 18 были неактивными по другим причинам.

## Фотогалерея

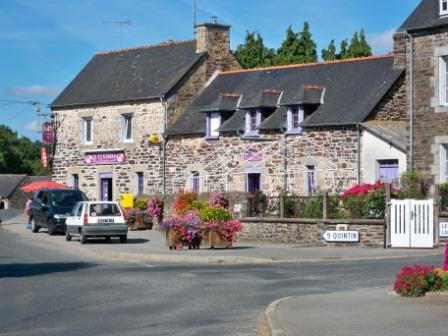
Центральная площадь
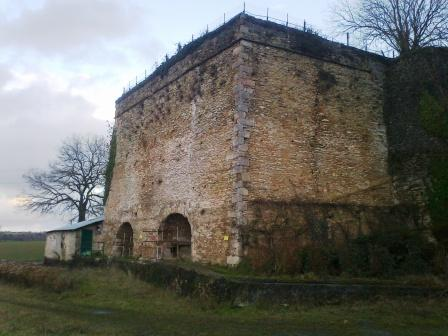
Старые печи для обжига извести
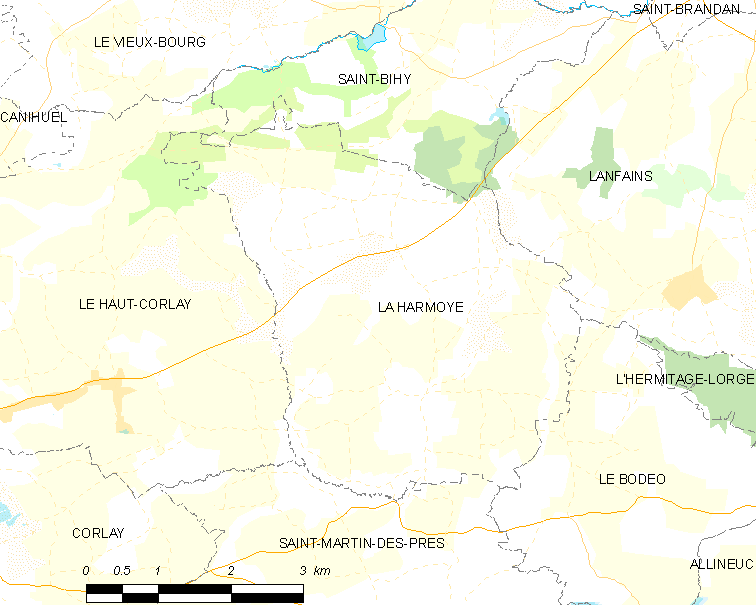
Карта коммуны